# 大橋英五
大橋 英五（おおはし ひでいつ、1942年10月6日 - ）は、日本の会計学者。立教大学名誉教授。第16代・18代立教大学総長。
専攻は経営分析論。批判会計学の立場から研究を行う。
名古屋市出身。1998年の総長選挙で現職の塚田理、対立候補の淡路剛久を破って当選。2002年にその座を文学部教授の押見輝男に譲るものの、2006年に再び総長に就任。

## 経歴
- 1966年3月 立教大学経済学部経済学科 卒業
- 1968年3月 立教大学経済学研究科経済学専攻 修士課程 修了
- 1971年3月 立教大学経済学研究科経済学専攻 博士課程 単位取得退学
- 1971年4月 神奈川大学経済学部 専任講師
- 1974年4月 助教授
- 1975年4月 立教大学経済学部経営学科 助教授
- 1982年4月 教授
- 1998年5月 立教大学総長就任
- 2002年5月 立教大学総長退任
- 2006年5月 立教大学総長就任
- 2010年2月 全日本大学野球連盟会長[1]
- 2010年5月 立教大学総長退任
- 2015年6月 学校法人大東文化学園理事長就任

## 著書

### 単編著
- 『現代企業と簿記会計』（多賀出版、1998年）
- 『日本航空・全日空』（大月書店、1997年）
- 『現代企業と経営分析』（大月書店、1994年）
- 『独占企業と減価償却』（大月書店、1985年）

### 共編著
- 『金融』（大月書店、2001年）
- 『社会と会計』（大月書店、1996年）
- 『現代会計』（ミネルヴァ書房、1993年）
- 『現代企業と簿記』（ミネルヴァ書房、1993年）
- 『日立・東芝』（大月書店、1990年）
- 『企業再構築と経営分析』（ミネルヴァ書房、1990年）
- 『新しい原価計算』（中央経済社、1988年）
- 『批判会計学の展開』（ミネルヴァ書房、1986年）
- 『企業分析と会計』（学文社、1981年）
- 『税務会計』（日本評論社、1976年）